# Youngsville (Luisiana)
Youngsville es una ciudad ubicada en la parroquia de Lafayette en el estado estadounidense de Luisiana. En el Censo de 2010 tenía una población de 8105 habitantes y una densidad poblacional de 285,71 personas por km².

## Geografía
Youngsville se encuentra ubicada en las coordenadas 30°5′46″N 91°59′46″O / 30.09611, -91.99611. Según la Oficina del Censo de los Estados Unidos, Youngsville tiene una superficie total de 28.37 km², de la cual 28.37 km² corresponden a tierra firme y (0%) 0 km² es agua.

## Demografía
Según el censo de 2010, había 8105 personas residiendo en Youngsville. La densidad de población era de 285,71 hab./km². De los 8105 habitantes, Youngsville estaba compuesto por el 89.77% blancos, el 6.79% eran afroamericanos, el 0.39% eran amerindios, el 1.06% eran asiáticos, el 0.02% eran isleños del Pacífico, el 0.89% eran de otras razas y el 1.07% pertenecían a dos o más razas. Del total de la población el 2.91% eran hispanos o latinos de cualquier raza.